# Nagy Zsolt (tubaművész)
Nagy Zsolt (Makó, 1961. március 29. –) tubaművész, tanár.

## Élete
Nagy Zsolt 1961. március 29-én született Makón. Zenei tanulmányait, Makón a Bartók Béla Zenei Általános Iskolában kezdte, furulya, zongora és tuba szakon. 1975-től a szegedi Tömörkény István Művészeti Szakközépiskolában tanult tovább Simon István harsonaművész irányításával. 1979-ben felvételt nyert a Zeneakadémia tuba tanszakára, Dr. Újfalusi László osztályába, ahol 1984-ben szerzett diplomát.

## Szakmai előmenetel
1981-ben Bayreuthban zenei táborban volt és zenei kurzuson vesz részt. Az 1982. I. Barcsi Nemzetközi Kamarazeni versenyen a Purcell Rézfúvós Quintettel I. díjat nyertek. A továbbiakban a Purcell Rézfúvós Quintett a Jeunesses Musicales és az Országos Filharmónia szervezésében számos országos és külföldi turnén vett részt. Több felvétel készült a Magyar Rádióban is.
1982-ben részt vett a markneukircheni Nemzetközi Tubaversenyen, ahol a középdöntőig jutott el. 49 indulóból a 8. helyen fejezte be a versenyt.
1982-ben megpályázta a Solti-ösztöndíjat, ahol Solti György személyes meghallgatás után javasolta a pályázat elnyerését. Ennek eredményeként a Chicagoi Szimfonikusok ösztöndíjasaként tanulhatott Amerikában. Ebben a megtiszteltetésben 3 magyar rézfúvós részesült, Velenczei Tamás trombita, Katszler András kürt, Nagy Zsolt tuba. Szakmai fejlődését olyan tanárok segítették, mint Arnold Jacobs, Dale Clenenger, Adolph Herseth.

Rendszeres felkérései vannak a Nemzeti Filharmóniától szólistaként és kamarazenészként egyaránt:
- 1993. „Világjáró szegedi művészek” hangversenysorozat
- 1993. Csemiczky Miklós szerzői est (Kecskemét)
- 1995. Csemiczky Miklós szerzői est (Kecskemét)
- 1998. Vaughan-Williams: Tubaverseny
- Szegedi Szimfonikus Zenekar (Filharmóniai koncert)

## Pedagógiai tevékenység
1985-1989 között a szentesi Lajtha László Zeneiskolában két növendéke jutott el az országos verseny döntőjébe és nyert felvételt zeneművészeti szakközépiskolába. (Azóta mindkettő művész-tanári diplomát szerzett, Takács Tibor tuba, Sáfrán Bálint trombita szakon.)
1988-tól növendékei rendszeresen jó helyezéseket érnek el az országos versenyeken, végzett növendékei pedig sikeresen helyezkednek el mind a zenei életben, mind a zeneművészeti oktatás területén. (Például Mazura János a Dohnányi Szimfonikus Zenekar tubása és a Szent István Zeneművészeti Szakközépiskola tanára; Takács Tibor a MATÁV Szimfonikus Zenekar tubása és a Weiner Leó Zeneművészeti Szakközépiskola tanára; Harasztia Zoltán a Széchenyi István Egyetem Zeneművészeti Intézetének  oktatója.)
Rendszeresen kap felkérést országos rézfúvós versenyeken való zsűrizésre:
- 1994. Békés megyei mélyrézfúvós verseny
- 1995. Országos mélyrézfúvós verseny Kiskunfélegyháza
- 1997. Országos mélyrézfúvós verseny Kiskunfélegyháza
- 2000. Országos mélyrézfúvós verseny Kiskunfélegyháza

Szakmai sikerei elsősorban a nagyon magas szintű magyar rézfúvós képzésnek tulajdonítható, nevezetesen, dr. Újfalusi László, Steiner Ferenc, Varasdy Frigyes és Szabó László tanároknak. A tőlük szerzett ismereteket próbálja együtt alkalmazni a külföldön szerzett tapasztalatokkal.

### Eddigi munkahelyei és beosztásai
- 1982–1984. Zeneiskola (Sárvár) – tubatanár
- 1982-1984. Magyar Állami Operaház Zenekara – zenekari művész
- 1985-1989. Lajtha László Zeneiskola (Szentes) – rézfúvós tanár
- 1984-1990. Tömörkény István Gimnázium és Művészeti Szakközépiskola – tubatanár
- 1984– 	     Szegedi Szimfonikus Zenekar – zenekari művész
- 1984–	     Szegedi Tudományegyetem Konzervatórium
- 1989- 	     főiskolai tanársegéd
- 1993-          főiskolai adjunktus
- 1998-	     főiskolai docens
- 2000-          tanszékvezető